# فاجعه بوپال

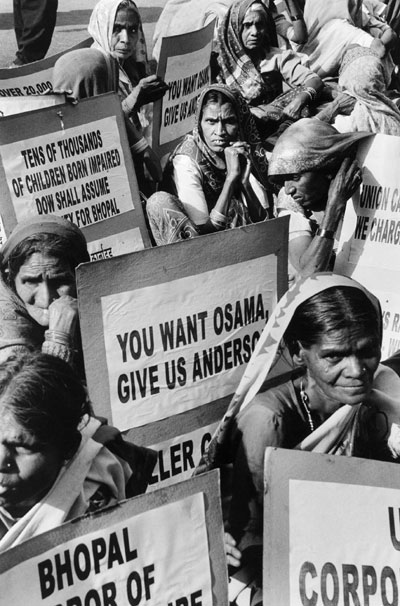
شماری از زنان و قربانیان معترض به شرکت یونیون کارباید

فاجعه بوپال در اثر نشت گاز سمی دفع آفاتِ متیل ایزوسیانات در کارخانه آمریکایی یونیون کارباید در شهر بوپال هند رخ داد. در این واقعه که یکی از بزرگترین حوادث صنعتی در تاریخ جهان به‌شمار می‌رود، حدود سه هزار و پانصد نفر از کارکنان کارخانه جان خود را از دست دادند. و همچنین حدود ۱۶۰۰۰ نفر طی چند ماه بر اثر این فاجعه جان باختند.
بر اساس آمار شمار کل آسیب دیدگان این فاجعه، رقمی حدود ۶۰۰ هزار نفر برآورد شده‌است. به گفتهٔ زیست شناسان محلی، با گذشت ۳۰سال، هنوز زمین و شرایط آب و هوایی این منطقه مسموم بوده و شمار قربانی‌ها همچنان رو به افزایش است.

## چگونگی فاجعه
در شبهای ۲ و ۳ دسامبر ۱۹۸۴ (میلادی) (۱۱ و۱۲ آذر ۱۳۶۳)، ابر مسموم ناشی از نشت گاز سمی صنعتی خطرناکی، بر فراز شهر بوپال به حرکت درآمد که وخیم‌ترین فاجعه صنعتی جهان نام گرفت. نوعی گاز سمی از کارخانه حشره‌کش‌سازی شرکت آمریکایی یونیون کارباید نشت کرد واین فاجعه چندین هزار کشته و بیش از ۳۰۰ هزار بیمار برجای گذاشت، که بسیاری از آن‌ها کاملاً معلولند و در شرایط دشواری زندگی می‌کنند.
گاز سمی نخست خانه‌های نزدیک را پوشاند. خیلی‌ها بلافاصله جان باختند، سپس ابری ضخیم همه اطراف را پوشاند. همه اهالی شهر در خیابان‌ها در حال خفگی بودند.
اکثر متخصصانی که حادثه را مورد بررسی قرار دادند علت اساسی این حادثه را ورود مقادیر زیادی آب به مخازن MIC اعلام کردند. آب با MIC واکنش داشته و سبب افزایش درجه حرارت و فشار شده، اما چندین سیستم ایمنی موجود نتوانستند از این واقعه پیشگیری نمایند. سرانجام سیستم شیر اطمینان مخزن عمل نموده و بخارات MIC در محیط آزاد گردید. تقریباً ۴۰ تن گاز متیل ایزوسیانید به محیط رها شد و بیش از ده‌ها هزار نفر را تحت تأثیر قرار داد. یونیون کارباید در بوپال اکنون کارخانه‌ای متروکه است، اما به گفته برخی هنوز حدود ۲۵ تن مواد سمی در محل باقی مانده‌است.

## پس از فاجعه
پس از فاجعه رسوایی بزرگی بر سر موضوع مصونیت قضایی مدیران شرکت یونیون کارباید مطرح شد و هیچ مسئولیتی متوجه مدیران آن نگردید، گویا فاجعه طبیعی و غیرقابل پیش‌بینی بوده‌است و مدیران شرکت نمی‌توانسته‌اند هیچ اقدامی برای جلوگیری از بروز آن انجام دهند. در فوریه ۱۹۸۹ دیوان عالی هند طرف آمریکایی را به پرداخت ۴۷۰ میلیون دلار محکوم کرد، که ۵۰ میلیون دلار آن را دفتر یونیون کارباید در هند و ۴۱۵ میلیون دلار آن را دفتر اصلی شرکت در آمریکا می‌بایست پرداخت کند. از این مبلغ ۲۵۰ میلیون دلار آن را شرکت‌های بیمه پرداخت کردند. بازماندگان قربانیان این فاجعه تنها مبلغ ۲۵۰۰۰روپیه (تقریباً معادل ۵۴۰ دلار) غرامت دریافت کردند که در مقابل بیست سال درد کشیدن بسیار ناچیز است.
نشت گاز از این کارخانه حشره‌کش‌سازی به کشته شدن دست کم ۱۸ هزار نفر از سال ۱۹۸۴ تا کنون منجر شده و هزاران نفر دیگر هنوز در اثر آن با مشکلات جسمانی گریبانگیر هستند. یونیون کارباید در بوپال اکنون کارخانه‌ای متروکه است اما هنوز حدود ۲۵ تن مواد سمی در محل باقی‌مانده‌است و شرکت یونیون کارباید از زیر تمیزکاری محل فاجعه شانه خالی می‌کند. افراد زیادی برای حقوق قربانیان این فاجعه شیمیایی تلاش می‌کنند،

## در رسانه
در سال ۲۰۱۴ فیلمی به نام بوپال: دعا برای باران دربارهٔ این فاجعه ساخته شد. در سال ۲۰۲۳ نیز سریالی با عنوان مردان راه‌آهن در همین موضوع ساخته شد.